# Runaway Baby
«Runaway Baby» —en español, «Fúgate nena»— es una canción del cantante y compositor estadounidense Bruno Mars para su álbum debut de estudio Doo-Wops & Hooligans (2010). Fue escrito por Mars, Philip Lawrence, y Ari Levine, quien produjo la canción bajo su alias The Smeezingtons, junto con Brody Brown. «Runaway Baby» es una grabación de funk, soul y pop rock. Sus letras detallan a un playboy que está dispuesto a romper el corazón de todas las mujeres a pesar de sus sentimientos. Instrumentalmente, la pista se basa en chasquidos de dedos, sirenas de policía, palmadas de mano y líneas de guitarra rasposas. Tras su lanzamiento, «Runaway Baby» recibió críticas variadas de críticos de música, que elogiaron que era diferente de las otras grabaciones en el álbum, pero fue criticado por su contenido lírico.
La canción debutó y alcanzó su punto máximo en el número 19 en UK Singles Chart, después de la presentación de The X Factor y alcanzó su punto máximo en el número 35 y 50 en Nueva Zelanda y en el Billboard Hot 100, respectivamente. Fue plata certificada por la Industria Fonográfica Británica (BPI). El cantante interpretó «Runaway Baby» en la 54 ° entrega anual de premios Grammy y en el Espectáculo de medio tiempo del Super Bowl XLVIII. Las presentaciones, que incluyen un descanso adicional con un baile de James Brown y canto a través de un megáfono. Mars interpretó «Runaway Baby» en The Doo-Wops & Hooligans Tour (2010–12), el Moonshine Jungle Tour (2013–14) y en el 24K Magic World Tour (2017-18).

## Composición y producción
"Runaway Baby" es una pista retro, soul, funk, bubblegum R&B y pop rock. Ken Tucker de NPR encontró difícil categorizar la grabación. Su instrumentación incluye chasquidos de dedo de soul de los 60, sirenas de policía, aplausos y «guitarras rasposas». De acuerdo con la partitura digital publicada por Alfred Music Publishing, la canción fue compuesta en clave de Mi menor con un ritmo de 144 compases por minuto. El rango de voz de Mars se extiende desde la nota baja de G4 hasta la nota más alta de B5. Jon Caramanica de The New York Times sintió que Mars estaba tratando de «canalizar» a Little Richard y llamó a la canción «saltarina» y «salaz». Líricamente, "Runaway Baby" transmite el mensaje para que las mujeres eviten a Mars ya que él está dispuesto a romper sus corazones debido a que es un playboy y una «piedra rodante» («Dios sabe que soy una piedra rodante»). Además, hay una comparación establecida entre el pene de Mars y una zanahoria: «Tantos conejitos jóvenes ansiosos ... y todos tienen que compartirlo».
«Runaway Baby» fue escrito por Mars, Philip Lawrence, Ari Levine, quien produjo la canción bajo su alias The Smeezingtons, junto con Brody Brown. Mars, Levine y Brown tocaron todos los instrumentos de la canción. Levine estuvo a cargo de la ingeniería de la canción, lo cual hizo en Levcon Studios, en California. La mezcla de «Runaway Baby» fue hecha en Larrabee Sound Studios, en North Hollywood por Manny Marroquin, con Christian Plata y Erik Madrid sirviendo como asistentes. Stephen Marcussen masterizó la canción en Marcussen Mastering, en California.

## Recepción de la crítica
«Runaway Baby» ha recibido críticas variadas de críticos musicales. Luke Gibson de HipHopDX y Leah Greenblatt de Entertainment Weekly consideraron a «Runaway Baby» como uno de los destacados en el álbum. El primero agregó que Mars muestra sus habilidades de escritura, a pesar de ser tan diferente de las otras grabaciones. Mientras revisaba el álbum, Harris Decker del sitio web The Truth About Music elogió la canción. Descubrió que era un «rock, ritmo impulsado» que permitió que el álbum tuviera «vida propia». La crítica musical de Yahoo!, Sherri Thornhill, tenía una opinión contradictoria con respecto a la canción, calificándola de «pegadiza» y «hace que tus dedos toquen», a pesar de no ser una de sus favoritas. Blues & Soul encontró a «Runaway Baby» inspirado en The Jacksons, y "rock groove de los 60" de Eric Clapton y Cream; doblándolo como «agradable, ¡aunque es completamente vacío!»
Por otro lado, Tim Sendra de AllMusic le dio un análisis negativo, «es un rockero bastante cursi, que sufre de letras cliché y producción». Alexis Petridis de The Guardian pasó a analizar algunos versos y les dio una dura crítica: «Mars compara su pene con una zanahoria», lo que no solo podría conducir a especulaciones sobre su significado, sino también «es una imagen que atormenta al resto de la canción». Continuó criticando, ya que las letras dicen que «el objeto de sus afectos» no debería intentar conectar a Mars, lo que podría estar relacionado con su «pene parecido a la zanahoria». Jamie Milton de musicOMH' sintió que la grabación era una de las cosas malas con el álbum ya que en su núcleo «implica arrojar todo al fuego», principalmente debido a sus «reinos pop-punk de chico malo».

## Rendimiento comercial
Tras la presentación de Mars en The X Factor el 22 de octubre de 2011, «Runaway Baby» debutó en tres listas diferentes según Official Charts Company, en la fecha de emisión del 30 de octubre de 2011. Ingresó en el número 18 en el Reino Unido, y pasó 11 semanas en la lista. Además, debutó en el número 19 en Escocia y el número cinco en la lista R&B del Reino Unido. La canción fue certificada en plata por la Industria Fonográfica Británica (BPI). En 2012, ingresó y alcanzó su punto máximo en el número 66 y 55 en el Canadian Hot 100 y en el Billboard Hot 100, respectivamente. En Nueva Zelanda, el sencillo debutó en el número 40, alcanzando el número 35 en su cuarta semana en la lista.

## Presentaciones en vivo y otros usos
Mars presentó en vivo «Runaway Baby» por primera vez el 24 de junio de 2011 en el Today Show de NBC mientras bailaba junto con su banda. La coreografía fue inspirada por James Brown, y Mars tomó un megáfono para cantar algunas de las letras. El 22 de octubre de 2011, Mars y su banda usaron trajes Dolce & Gabbana de terciopelo rojo a juego durante la presentación de la canción en la presentación de resultados de The X Factor. Robbie Daw de Idolator llamó al show en vivo «ruidoso», mientras que un escritor de Rap-Up elogió la actuación, escribiendo que «sacudió la casa» debido a sus «movimientos funky de James Brown» y cantando en un megáfono. Christopher Hooton para Metro opinó que Marte «se robó el show" con su traje y "movimientos de baile que el mismo James Brown habría enorgullecido».
El 12 de febrero de 2012, Mars interpretó «Runaway Baby» durante los 54.º premios Grammy anuales  junto con su banda, vistiendo trajes negros y dorados a juego. El escenario, que se reveló durante los ensayos, incluía una pared con bombillas y una marquesina gigante, que deletreaba «Live on Stage Bruno Mars». Además, se utilizaron focos pirol y gigantes. El productor ejecutivo de los Grammys, Ken Ehrlich, quería que Mars realizara la canción en los Grammys porque lo había visto en vivo. La presentación de Mars estuvo dedicada a la fallecid Whitney Houston. Claire Suddath de Time lo apodó como «Motown retro» y agradable. Ella encontró la coreografía inspirada en James Brown «de primera mano». Sin embargo, Suddath consideró que el cantante era «demasiado perfecto». Calificó el rendimiento de Mars de B+. Jocelyn Vena de MTV pensó que la actuación fue enérgica y «triunfante». Jodi Jill opinó que el show de Mars manifestó energía, lo que creó la expectativa de que nunca terminaría. Ella también lo consideró una de las mejores actuaciones al comienzo del espectáculo. Jill concluyó que Mars no solo quería que la gente mirara la presentación, sino que también la experimentara.

En la 2012 Met Gala, Mars interpretó «Runaway Baby», vistiendo a Prada, con el desglose de James Brown, seguido de un popurrí de covers, que incluía «Ni**as in Paris», «Roxanne» y «Rock the Boat». Mars también realizó una versión abreviada de la canción como parte de su espectáculo de medio tiempo en el Espectáculo de medio tiempo del Super Bowl XLVIII, con una referencia a «Shout» de The Isley Brothers y la coreografía inspirada en James Brown. Mars pronunció las palabras «give it away, give it away, give it away now» mientras que los Red Hot Chili Peppers hacían su cameo. Carl Williott de Idolator complementó las «fuertes voces en vivo y el trabajo de pies estelar» de la cantante. La cantante y actriz estadounidense Carly Rose Sonenclar hizo un cover la canción en su canal de YouTube. En 2017, Anatalia Villaranda hizo un cover «Runaway Baby» durante su audición a ciegas en The Voice. Mars también cantó la canción en The Doo-Wops & Hooligans Tour (2010–12), The Moonshine Jungle Tour (2013–14) y en el 24K Magic World Tour (2017). En 2011, la canción fue utilizada como el tema de apertura de la película Friends with Benefits. En 2017, Dwayne Johnson eligió la canción, como una entre varias, para ser utilizada en el próximo videojuego WWE 2K18.

## Créditos y personal
Mezcla y masterización
- Mezclado en Larrabee Sound Studios, Hollywood, California; masterizado en Marcussen Mastering, Hollywood, California; diseñado en Levcon Studios, Hollywood, California.

| Personal - Bruno Mars – voz principal, composición, instrumentación - Philip Lawrence – composición - Ari Levine – composición, instrumentación, ingeniero - The Smeezingtons – producción - Brody Brown – composición, instrumentación | - Manny Marroquin – mezclando - Erik Madrid – asistente de mezcla - Christian Plata – asistente de mezcla - Stephen Marcussen – masterización |

Créditos adaptados de las notas del trazador de líneas de Doo-Wops & Hooligans, Elektra Records.

## Listas y certificaciones
| Lista (2011–12)                        | Posición más alta |
| -------------------------------------- | ----------------- |
| Canadá (Canadian Hot 100)              | 66                |
| Nueva Zelanda (Recorded Music NZ)      | 35                |
| Escocia (Scottish Singles Sales Chart) | 18                |
| Estados Unidos (Billboard Hot 100)     | 50                |
| Reino Unido (UK R&B Chart)             | 5                 |
| Reino Unido (UK Singles Chart)         | 19                |

| País | Certificación | Ventas   |
| --- | ------------- | -------- |
| Reino Unido (BPI)                                                                                                 | Plata         | 200,000‡ |
| *cifras de ventas basadas únicamente en la certificación ^cifras de envíos basadas únicamente en la certificación |               |          |